# Serrat de Resteria
El Serrat de Resteria és un serrat del terme municipal de Conca de Dalt, antigament del d'Hortoneda de la Conca, situat en terres de l'antic poble d'Herba-savina.
És al nord-est d'Herba-savina, a llevant de la Feixa i al nord-est de lo Comellar, a la part oriental de la Serra de Pessonada i al sud-oest del paratge de Resteria.